# Lipcsei Könyvvásár

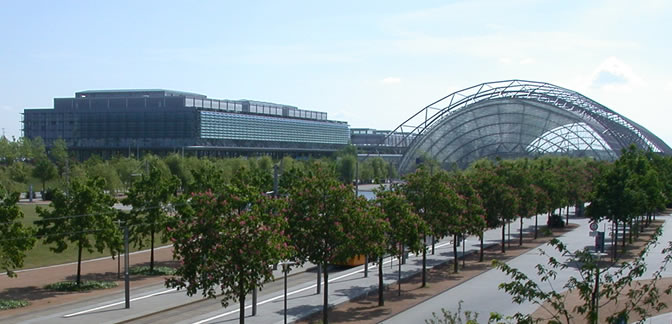
A Lipcsei Vásár csarnoka, ahol a könyvvásár zajlik

A Lipcsei Könyvvásár (Leipziger Buchmesse) a Frankfurti Könyvvásár után a második legjelentősebb kiadói vásár Németországban. Évente négy napon keresztül rendezik meg a Lipcsei Vásár területén, a város északi részén. Ez az év első jelentős kiadói eseménye, ezért fontos szerepet játszik a könyvpiacon, és gyakran alkalom az új könyvek bemutatására.

## Története
A lipcsei 1632-ben lett a legfontosabb német könyvvásár, amikor is a bemutatott könyvek számában megelőzte a frankfurtit. Az is maradt 1945-ig, amikor is Frankfurt ismét megelőzte. A Német Demokratikus Köztársaság korában a lipcsei vásár a két Németország könyvrajongóinak fontos találkozója maradt. A német újraegyesítés után a központi piactéri régi vásárából a külvárosi, új vásárnegyedbe költözött.

## Manapság

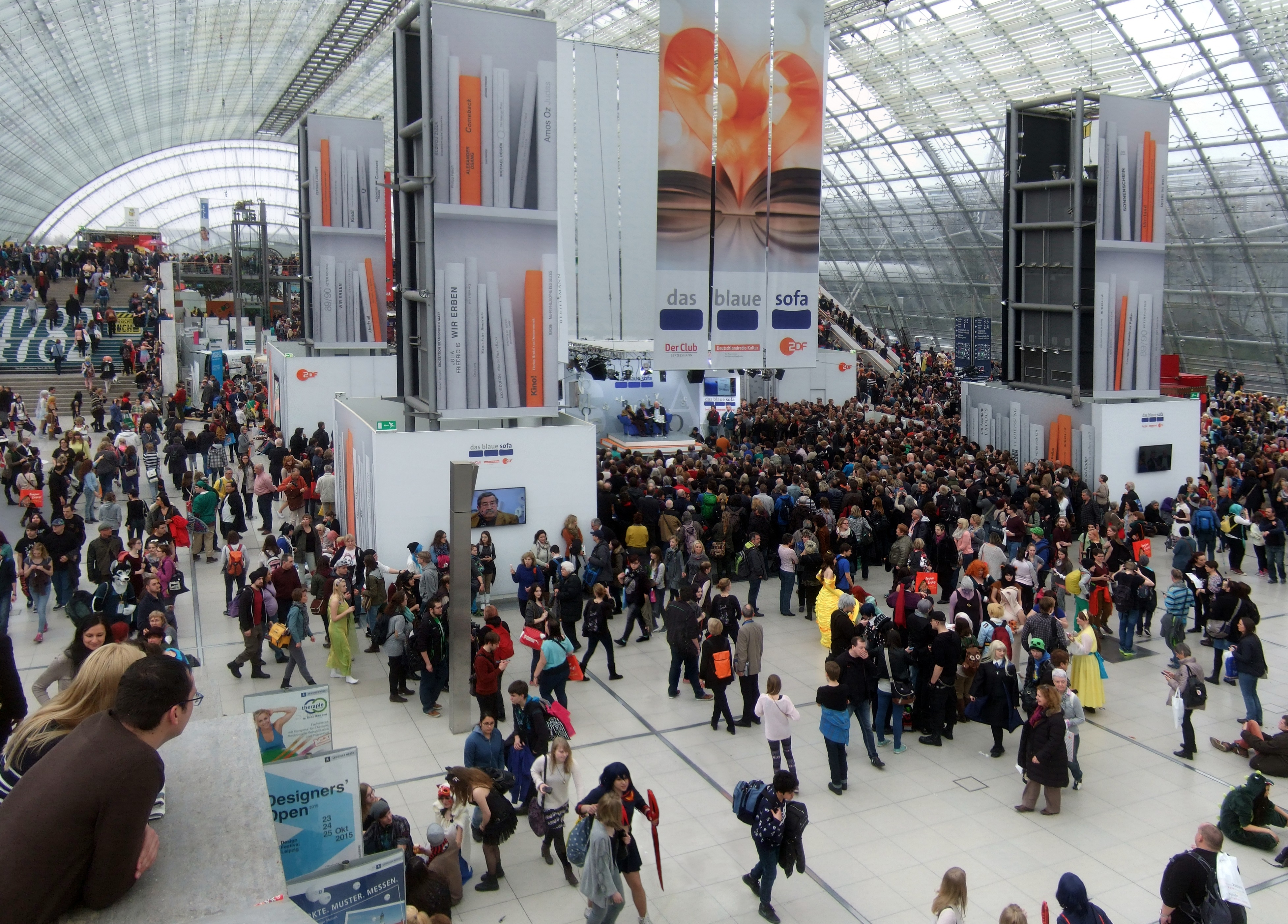
A lipcsei könyvvásár 2015-ben

Ma a vásár elsősorban a nyilvánosság és a közönség szerzőkkel való kapcsolatát célozza meg. Ez a megközelítés azért szükséges, hogy megkülönböztesse magát a Frankfurti Könyvvásártól, amely kizárólag az ágazat szereplőinek szól. A vásár négy napja alatt több mint 1800 rendezvényt tartanak a vásár területén és a városban, így Európa egyik legnagyobb ilyen jellegű attrakciója. Az elsők között értette meg a hangoskönyv fontosságát, és adott otthont annak saját keretein belül.
2010-ben a Buchmesse 156 000 látogatót és 2071 kiadót regisztrált 39 országból. 2012-ben a látogatók száma 163 000-re nőtt.
2020-ban, 2021-ben és 2022-ben elmaradt a Covid19-pandémia miatt.

## Fordítás
Ez a szócikk részben vagy egészben  a   Fiera del libro di Lipsia című olasz Wikipédia-szócikk ezen változatának fordításán alapul.  Az eredeti cikk szerkesztőit annak laptörténete sorolja fel. Ez a jelzés csupán a megfogalmazás eredetét és a szerzői jogokat jelzi, nem szolgál a cikkben szereplő információk forrásmegjelöléseként.